# Liste der Kulturdenkmäler in Weyerbusch
In der Liste der Kulturdenkmäler in Weyerbusch sind alle Kulturdenkmäler der rheinland-pfälzischen Ortsgemeinde Weyerbusch aufgelistet. Grundlage ist die Denkmalliste des Landes Rheinland-Pfalz. (Stand: 4. Mai 2023).

## Einzeldenkmäler
| Bezeichnung                  | Lage                              | Baujahr                   | Beschreibung                                                                                   | Bild            |
| ---------------------------- | --------------------------------- | ------------------------- | ---------------------------------------------------------------------------------------------- | --------------- |
| Katholische Kirche St. Josef | Kölner Straße 17 Lage             | Ende des 19. Jahrhunderts | neugotischer Bruchsteinsaalbau, wohl vom Ende des 19. Jahrhunderts                             | Fotos hochladen |
| Raiffeisen-Bürgermeisterei   | Raiffeisenstraße 4 Lage           | 18. Jahrhundert           | Fachwerkbau, teilweise massiv, 18. Jahrhundert                                                 | Fotos hochladen |
| Meilenstein                  | östlich des Ortes an der B 8 Lage | um 1820                   | preußischer Viertelmeilenstein (Streckenkilometer 6,975), kleiner zylindrischer Stein, um 1820 | Fotos hochladen |